# بحرانة (ذي السفال)

تعديل مصدري - تعديل

بحرانة هي إحدى قرى عزلة السيف بمديرية ذي السفال التابعة لمحافظة إب، بلغ تعداد سكانها 184 نسمة حسب تعداد اليمن لعام 2004.